# پشته حسین‌آباد
پشته حسین‌آباد یکی از محله‌های جنوبی شهر خرم‌آباد است. این محله تا پیش از سال ۱۳۶۵ خورشیدی به عنوان یکی از روستاهای اطراف شهر محسوب می‌شد اما با گسترش جمعیت و رشد فیزیکی محدوده شهر به عنوان یکی از محلات خرم‌آباد به شمار آمد.
نامگذاری این محله را به حسینقلی‌خان ابوقداره نسبت می‌دهند.